# Nietelbroeken
Nietelbroeken is een natuurgebied op de grens van de Belgische gemeenten Diepenbeek, Hasselt en Kortessem. Het is gelegen in de vallei van de Mombeek ten zuidoosten van Rapertingen en ten zuidwesten van Diepenbeek.
Het gebied, dat een oppervlakte van 66 ha heeft, wordt beheerd door Natuurpunt, dat 61 ha van dit gebied in bezit heeft.
Een deel van het gebied bestaat uit oud loofbos, dat gekenmerkt wordt door voorjaarsplanten als bosanemoon, slanke sleutelbloem, gele dovenetel, eenbes, gevlekte aronskelk en muskuskruid. Andere bijzondere planten zijn aardbeiganzerik en reuzenpaardenstaart.
Daarnaast zijn er onbemeste voormalige hooilanden te vinden, waarin onder meer gevlekte orchis groeit.
Tot de aanwezige vogelsoorten behoren havik, houtsnip en ijsvogel.
In 2010 werd een wandelpad door dit gebied geopend.